# أهرام أبو صير

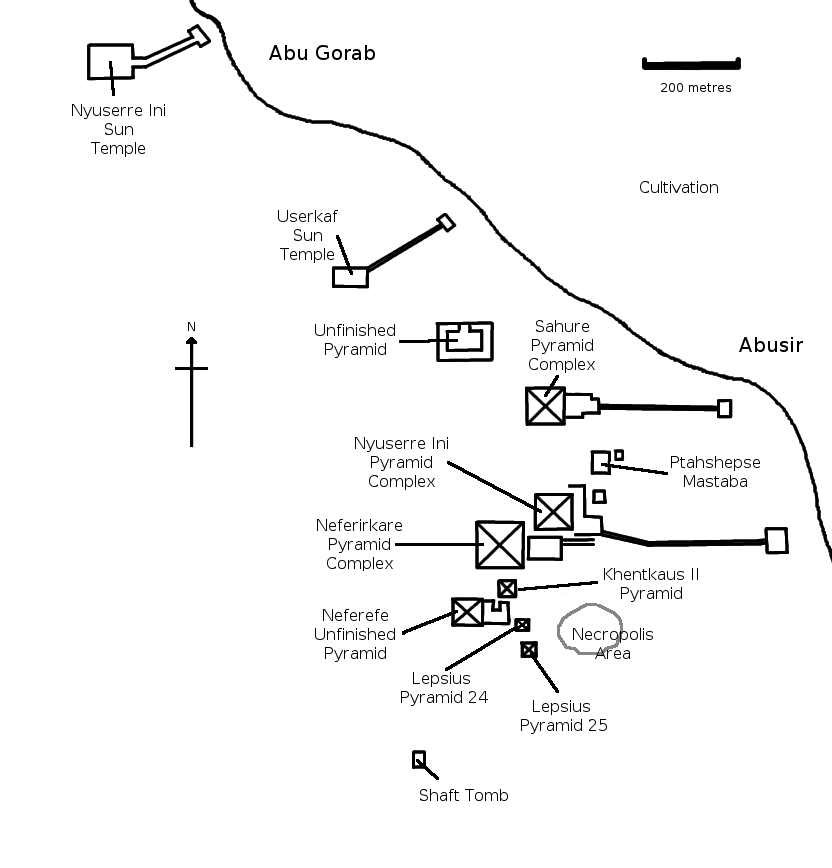
مواقع الاكتشافات المختلفة في منطقة أبو صير.

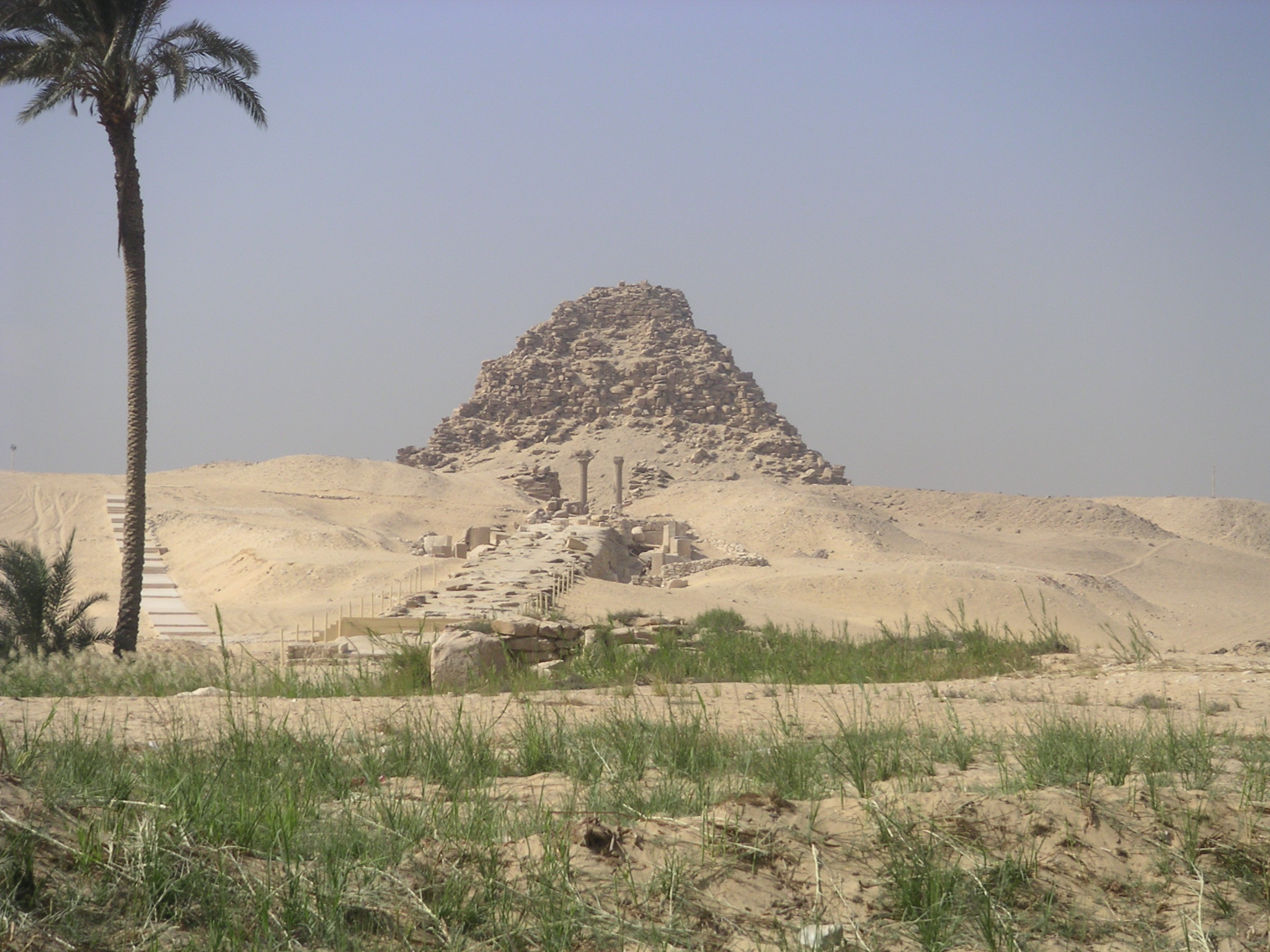
هرم ساحورع ومعبده الجنائزي في أبي صير.

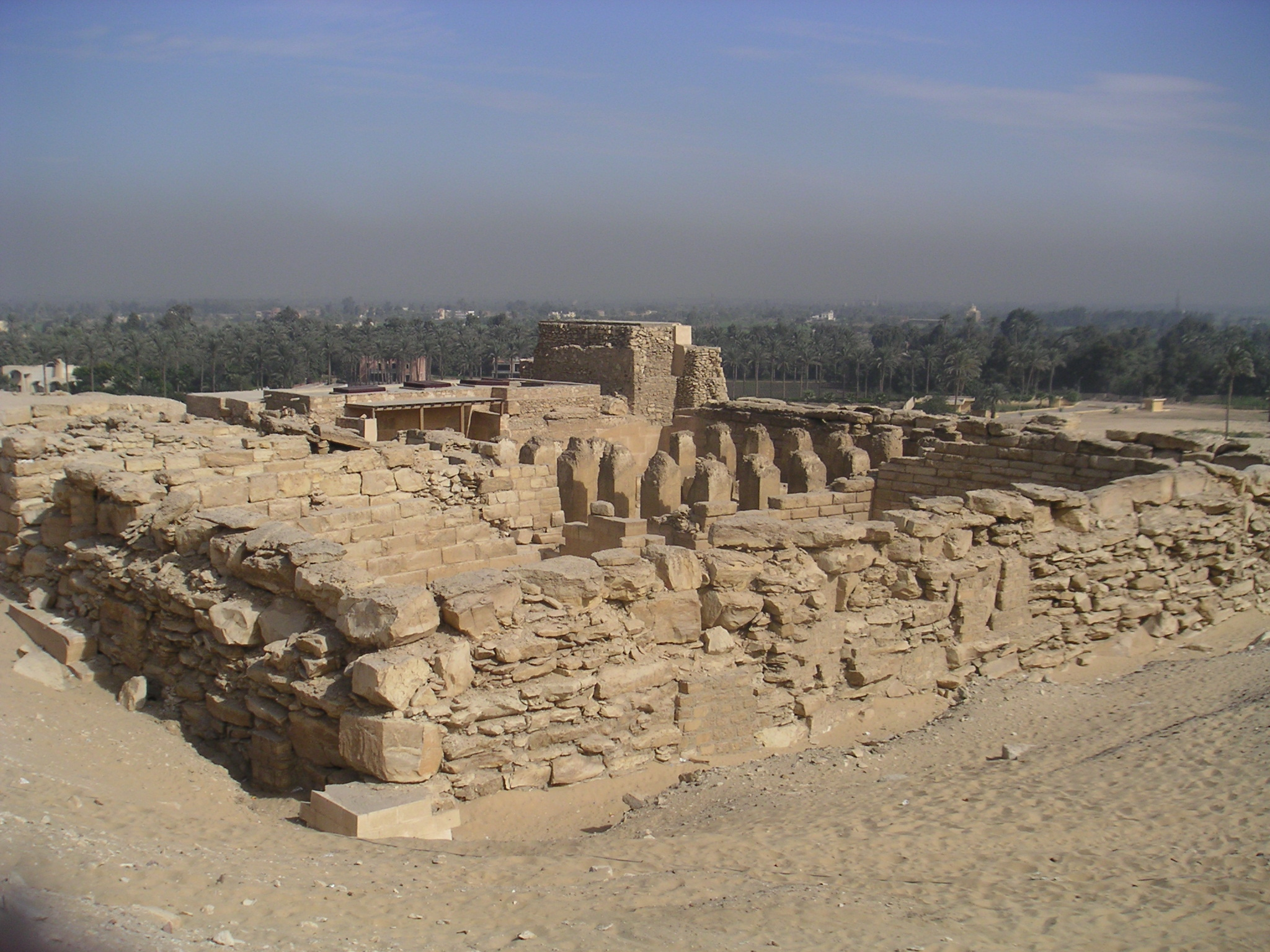
مصطبة بتاح شبسيس

تقع منطقة أبوصير الأثرية جنوب الجيزة وشمال سقارة بنحو 4,5 كيلومترات . واشتق اسم أبوصير من الاسم المصري القديم (بر أوزير) التي تعنى مقر الإله أوزوريس. تضم منطقة أبوصير مقابر ملوك الأسرة الخامسة ومنها هرم الملك ساحورع ، وهرم الملك نفر-إير-كا-رع (كاكاى) وهرم الملك نفر-اف-رع، وهرم الملك نى-أوسر-رع، وذلك بالإضافة إلى معابد الشمس، حيث تضم معبد الشمس للملك أوسركاف ومعبد الشمس للملك نى-وسر-رع، بالإضافة إلى معبد الشمس للملك ساحورع الذي يقع على بعد 7و1 كيلومتر تقريباً شمال أبوصير.
ومن الجدير بالذكر أن هذه الأهرامات قد تهدمت بشكل شبه كامل حيث بنيت صلب الأهرام من الطوب اللبن، بينما المعابد لا زالت قائمة بسبب تشيدها من الأحجار.
توجد في منطقة أبو صير أهرامات عديدة لفراعنة الأسرة الخامسة . تقع تلك المنطقة جنوب الجيزة وشمال الفيوم على الضفة الغربية من النيل. اختار ملوك الأسرة الخامسة تلك المنطقة حيث ازدحمت هضبة الجيزة بالأهرامات العملاقة التي بناها فراعنة الأسرة الرابعة.

## المجموعة الهرمية للملك ساحورع
تذكر بردية تورين أن الملك ساحورع حكم لمدة 12 سنة وذكر «مانيتون» أنه حكم لمدة 13 سنة بينما يلاحظ أنه قد جاء على حجر بالرمو ما يشير إلى أنه حكم ما لا يقل عن 14 سنة، مع اعتبار أنه شهد التعداد السابع للماشيه في عهده.
وقد شيد الملك ساحورع هرمه في منطقة أبوصير الذي يبلغ ارتفاعه حوالى 48 متراً وطول ضلع قاعدته 78 متراً وزاوية ميله 36و50 درجة، وقد تهدم الهرم تهدماً بالغاً ولم يبقى من كسوته الأصلية التي كانت من أحجار طره الجيرية البيضاء إلا بعض القطع.
ويقع مدخل الهرم كما هو معتاد في أهرامات الدولة القديمة في الناحية الشمالية وفي مستوى سطح الأرض . ويقودنا المدخل إلى ممر طوله 8 متر وسد الممر بمتراس من الجرانيت ثم ممر صاعد بانحدار تدريجى بسيط طوله 25 متراً حتى يؤدى إلى حجرة الدفن، التي تأخد شكل المستطيل، وسقف الحجرة جمالونى الشكل من ثلاث طبقات فوق بعضها . وبنيت حجرة الدفن كلها من أحجار طره المحلية.

### معبد الوادى
كان لمعبد الوادى الملحق بهرم ساحورع مرفأن أحدهما يواجه الشرق والآخر يواجه الجنوب. ويصل طول هذا المعبد حوالى 40 متراً من الشمال إلى الجنوب، وعرضه 30 متراً من الشرق إلى الغرب. ومعبد الوادى مخرب الآن، ولكن الجزء الأسفل من الطريق الصاعد إلى الهرم - الذي يصل طوله إلى حوالى 235متراً - ما زال محفوظاً إلى الآن. يوصل هذا الطريق بين معبد الوادي الذي يقع على شاطيء إلى المعبد الجنائزي المقام بجوار الهرم مباشرة .

### المعبد الجنائزى
يبدأ المعبد الجنائزى للملك ساحورع بالمدخل وهو مخرب تماماً ولكن من المعلوم لدينا أن أرضيته وجدرانه كانت من الحجر الجيرى.
ويلى المدخل الفناء المكشوف اأضيته من حجر البازلت الشديدة الصلابة، وجدرانه من الحجر الجيرى التي كانت مزينه بالنقوش التي تمثل الملك ينتصر على أعدائه . وأبدع الفنان المصري القديم في ترتيب الأعداء، فالآسيويين وضعهم في الجانب الشمالي وذلك حسب موقعهم الجغرافى، والليبيين على الجانب الجنوبي. ومن النقوش الهامة المحفوظه الآن في المتحف المصري بالقاهرة مايمثل الملك ساحورع وهو يقتل زعيماً ليبياً بدبوس القتال وإلى جوار الزعيم الليبى زوجته واثنان من الأطفال يرفعون أذراعهم طالبين الرحمة. ويحيط بالفناء المكشوف أعمدة من الجرانيت من الطراز النخيلى عددها 16 عمود وزين السقف بالنجوم.
وهناك ممر عريض يحيط بالفناء وهو مبلط أيضاً بالبازلت ومزين بالنقوش التي تمثل الملك وهو يصطاد الطيور والأسماك ومناظر اصطياد الحيوانات البرية. وفي الجهة الغربية من بهو الأعمدة يوجد توجد عشرة مخازن موزعة على صفين متقابلين، كل صف يحتوى على 5 مخازن، وإلى الجنوب يوجد 17 مخزن، وبنيت المخازن كلها في مجموعات من طابقتين . ولكل مجموعة سلمها الخاص، وكل مخزن عبارة عن حجرة واحدة ومن المحتمل ان هذه المخازن كانت لتخزين الأوانى المزخرفة والتماثيل المذهبة.

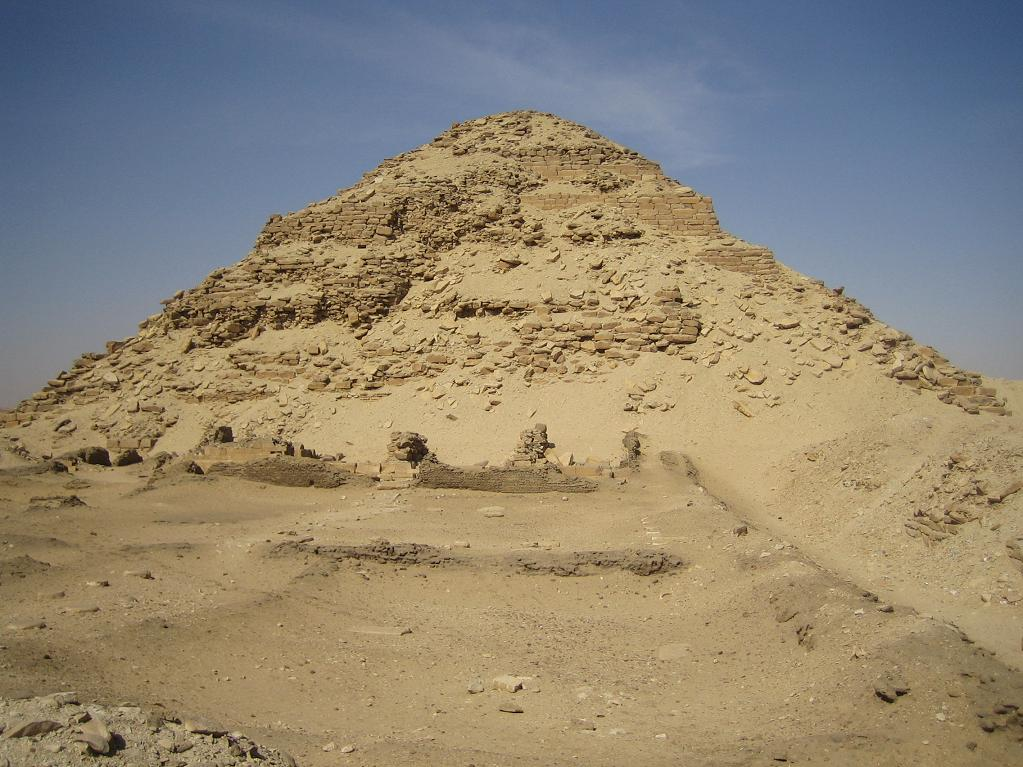
هرم نفريركارع

وفي وسط الممر على الجانب الغربي يوجد ممر يعقبه بضع درجات تؤدى إلى حجرة صغيرة فيها النيشات الخمس للتماثيل (محرابات) ، وفي الجدار الجنوبي لهذه الحجرات باب وهو الطريق الوحيد المؤدى إلى الهيكل وخمس حجرات خلفه، ويحتمل أن تكون أرضيه الهيكل قد غطيت بالمرمر وفي نهايه الهيكل يوجد باب وهمى من الجرانيت وأمامه مائده قرابين من المرمر.
ومن أهم معالم مجموعه الملك ساحورع ذلك النظام الدقيق لتصريف المياه التي كانت تسقط على السقف فتنصرف في مزاريب على هيئه رؤوس الأسود تبرز من أعلى الجدران الخارجية. أما في الأجزاء المكشوفة فكان ماء المطر الذي يسقط ينصرف من فتحة عند أسفل الجدران الخارجية - بعد أن يصل إليها عن طريق قنوات محفورة في أحجار بلاط الأرضية. وكانت هناك طريقه أخرى لتصريف المياه : توجد في داخل مبانى المعبد خمسه أحواض مبطنه من الداخل بصفائح النحاس وسدادتها من الرصاص تـُحكم غلق فتحاتها أثنان منها في الحجرات القريبة من الهيكل وواحد في الهيكل نفسه وواحد في الممر المؤدى إلى الهيكل والخامس يوجد في مجموعه المخازن العشرة ووظيفتها تصريف المياه التي تستخدم في طقوس العبادة وذلك لاعتبار أن هذه المياه نجسه ومن الخطر لمسها. وكان يخرج من تلك الأحواض مواسير نحاسية تسير تحت أرضية المعبد وتستمر في الطريق الصاعد إلى أن تفرغ مياها في الناحية الجنوبية منه.

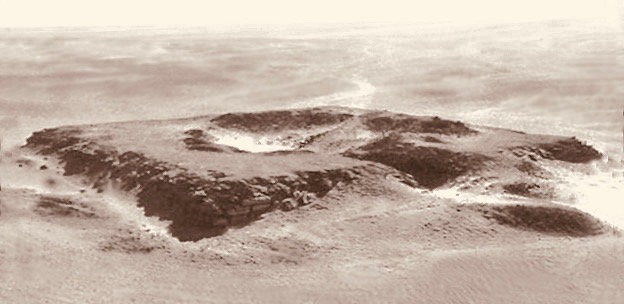
هرم نفر-إف-رع غير المكتمل في أبي صير

## اقرا أيضا
- أبو صير (البدرشين)
- مقبرة حرشف حوتب
- أهرام الجيزة
- هرم هوارة
- هرم زوسر
- معبد الشمس ني-أوسر-رع